# Bettina Köster

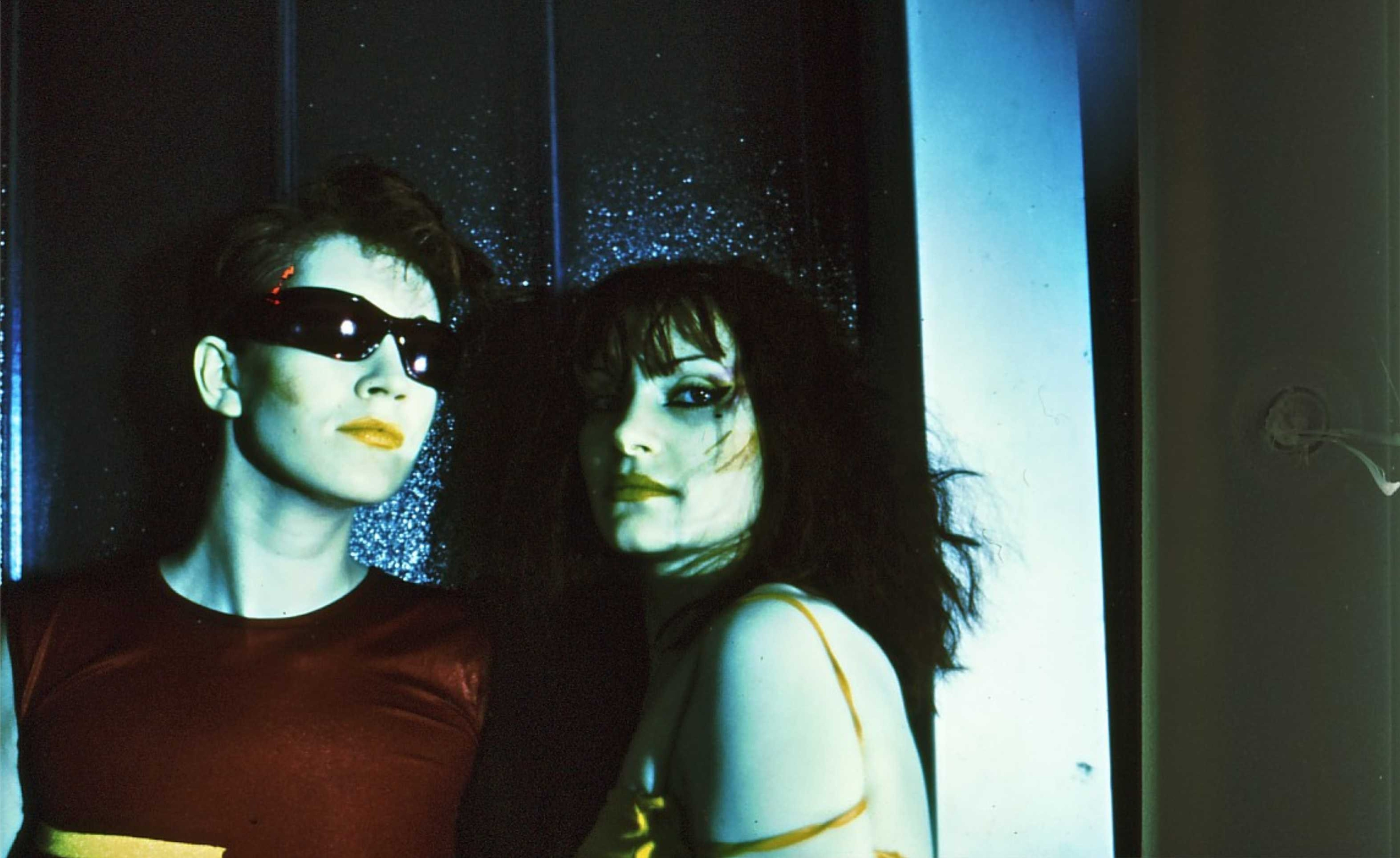
Bettina Köster (links), 1979

Bettina Köster (* 15. Juni 1959 in Herford) ist eine deutsche Musikerin, Komponistin, Dichterin, Musikproduzentin und Autorin.
Köster war von 1981 bis 1984 Sängerin und Haupttexterin der Band Malaria!, sie arbeitet seitdem als Solokünstlerin. Köster ist bekannt für ihre tiefe, warme, verrauchte
Stimme, sie gilt als „Die Hildegard Knef des Punk“. Ihr Gesangsstil, androgynes Styling und das von Köster verkörperte Frauenbild ließen sie zur Ikone der queeren Subkultur werden.

## Beginn der Karriere in Berlin

### Mania D
Ausgangspunkt für Bettina Kösters künstlerische Entwicklung ist das Berlin der späten 1970er und frühen 1980er Jahre, das SO36 in Kreuzberg und der Dschungel in Schöneberg, ein u. a. von Iggy Pop und David Bowie bevorzugt besuchter Nachtclub. Köster, die an der Berliner Hochschule der Künste studierte, spielte ab dem Herbst 1978 in der Berliner Underground Band DIN A Testbild Saxofon. Im Mai 1979 startete Köster mit Karin Luner, Beate Bartel, Eva Gössling und Gudrun Gut das All-Girl-Bandprojekt Mania D. Dieses trat in New York im Herbst 1979 in Arleen Schloss’ Performance Loft "A’s" und im Club Tier 3 auf. Mit Gut eröffnete sie im Sommer 1979 Eisengrau, einen Konzeptstore, der Underground Mode, Super-8-Filme und Kunst zeigte. Kösters Eisengrau-Konzept entwickelte sich zum Berliner Szenetreffpunkt um Tabea Blumenschein, Alexander von Borsig, Blixa Bargeld und weiteren. Ab 1980 publizierte Eisengrau Musikwerke von Underground-Bands in kleiner Auflage auf Kassetten, wodurch es zum Musikmedium wurde. Köster zählt zu den Genialen Dilletanten, einer Gruppe von Musikern und Künstlern in Berlin, die ab 1980 in ständig wechselnden, lockeren Band-Formationen als Liebesgier, Nachdenkliche Wehrpflichtige und Einstürzende Neubauten u. a. spielten. Wolfgang Müller von Die Tödliche Doris prägte mit seinem Buch über die Berliner Szene im Merve-Verlag den Begriff der „Genialen Dilletanten“. Seit Frühjahr 2015 zeigt das Goethe Institut eine gleichnamige Ausstellung. John Peel, ein legendärer britische Radiomoderator verlieh am 25. Juli 1981 Köster, Gut und Beate Bartel, den Titel „Queens of Noise“, die sich da bereits getrennt hatten. Zur Single des Jahres ernannte John Peel die Mania D Produktion track 4 in seiner Radio-Show.

## Durchbruch

### Malaria!
Köster und Gudrun Gut gründeten nach einem Zerwürfnis mit Beate Bartel 1981 Malaria!, die auch international erfolgreichste deutsche All-Girl-Band. Kösters Gesang prägte das Image der Band nachhaltig. Die Musikerin Anne Clark gestand Kösters Stimme mehr Bandbreite als der von Marianne Faithfull zu: „Sie beherrscht wie nur wenige Sängerinnen nicht nur die Lässigkeit, sondern auch die Leidenschaft und das Drama: Die Schichten von Kösters Gesang könnten auch von drei oder vier verschiedenen Sängerinnen stammen! Es klingt nach Männern und Frauen, die sich abwechseln und überlagern, aber es ist alles Bettina, und sehr sinnlich & apokalyptisch.“ Köster sang im New Yorker Studio 54 und im Mudd Club u. a. und tourte mit Siouxsie and the Banshees und The Birthday Party in Europa und den USA. 1982 gestaltete sie mit Malaria! den Eröffnungsabend der documenta 7 in Kassel. „Zu den prominenten Fans der Band gehörte Catherine Deneuve, Nick Cave-Wegbereiter Mick Harvey spricht heute noch in höchsten Tönen von Köster und Co.“ Im selben Jahr wirkte sie in Rosa von Praunheims Film Rote Liebe mit.
Ab 1983 bis 2001 lebte Köster in New York, wo sie als Filmautorin und Produzentin mit der Regisseurin Isabel Hegner zusammenarbeitete. 1997 komponierte Köster die Filmmusik für den Film Peppermills, der 1998 auf der Berlinale den Teddy Award in der Kategorie Bester Kurzfilm gewann. Regie führte die Schweizerin Isabel Hegner, deren 2003 publizierten Dokumentarfilm Burma: Anatomy of Terror Köster mitproduzierte. Bei der Recherche zum Film über Burma stieß Köster auf Material über die Drogenprinzessin Olive Yang, woraus der Thriller Mandalay Moon entstand, den sie zusammen mit dem Autor Martin Schacht schrieb. 2005 spielte Köster mit der Musikerin Jessie Evans im Vorprogramm von The Vanishing, woraus sich das Musik-Projekt Autonervous entwickelte, das 2006 ein Album veröffentlichte. Seit 2009 tritt Bettina Köster regelmäßig mit der Wiener Schlagzeugerin Ines Perschy und auch solo in Clubs wie dem „Salon des Amateurs“ und auf Festivals auf.

### Queen of Noise
Kösters musikalisches Statement von 2009 heißt „Queen of Noise“. Das Solo-Album greift auf die DIY-Strategie des Punk zurück und betont ihre künstlerische Autonomie und Autarkie. Es ist ein tiefes, persönliches, hypnotisches Werk, oszillierend zwischen Einflüssen der Beatles, DAF, Grace Jones, Marianne Faithfull, Nico, Iggy Pop, Lou Reed und Kraftwerk einerseits und einem bewussten Selbst andererseits.

## Diskografie
- 1980: Track 4, ManiaD, Monogam
- 1980: ManiaD Live in Düsseldorf & SO36, Eisengrau
- 1980: White Christmas, Liebesgier, Marat Records (7")
- 1981: Malaria (12"), Marat Records
- 1981: How Do You Like My New Dog? (7"), Les Disques Du Crépuscule
- 1982: Emotion (LP), Moabit Musik
- 1982: New York Passage (12"), Jungle Records
- 1982: White Water (12"), Les Disques Du Crépuscule
- 1982: Die Hausfrauen – New York Berlin, Psycho Records
- 1983: Revisited – Live (Kassette), ROIR
- 1984: Beat The Distance (12"), Rebel Rec.
- 1991: Compiled (CD), Moabit Musik
- 1991: Kaltes Klares Wasser (CDM), Moabit Musik
- 1992: Elation (CDM), Moabit Musik
- 1993: Cheerio (CD), Moabit Musik
- 2001: Compiled 1981–1984 (CD)
- 2001: Versus EP (12"), Superstar Recordings
- 2002:  Track 22, Universal Musik (Jürgen Teipel, Frank Fenstermacher: Verschwende Deine Jugend. Punk und New Wave in Deutschland.)
- 2003: Delirium: Remixed, Remade, Remodelled (CD) MFS
- 2006: Autonervous (CD)
- 2009: Queen of Noise (CD), Asinella Records
- 2017:  Kolonel Silvertop (CD), Pale Music

## Filmografie
- 1979: Fashion Interllection, Regie: Karin Luner, Super-8-Film, Metropol Berlin
- 1980: Women in Rock, Regie: Wolfgang Büld, VHS, ARD, STUD!O K7, Berlin[10][11]
- 1982: Rote Liebe, Regie: Rosa von Praunheim
- 1998: Peppermills – Regie: Isabel Hegner
- 1992: Girls Bite Back – Regie: Wolfgang Büld[10][11]
- 2011: arte tracks Malaria! Reportage von Valérie Paillé
- 2015: B-Movie: Lust & Sound in West-Berlin 1979–1989 – Regie: Jörg A. Hoppe & Klaus Maeck & Miriam Dehne, Heiko Lange
- 2024: Einfach machen! She-Punks von 1977 bis heute  – Regie: Reto Caduff

## Schriften
- Marke B, Berliner Labels. Verbrecher Verlag, Berlin 2002, ISBN 3-935843-18-6 (mit Thomas Fehlmann und Daniel Meteo).
- Bettina Köster ist eine der Interviewpartner in Jürgen Teipels Buch Verschwende Deine Jugend.